# Gammertingen
Gammertingen est une commune allemande du Bade-Wurtemberg.

## Géographie

### Quartiers
| Armoiries             | Quartier                 | Habitants | Surficie |
| --------------------- | ------------------------ | --------- | -------- |
| Gammertingen          | Gammertingen (chef-lieu) | 5.000     | 1.769 ha |
| Bronnen               | Bronnen                  | > 500     | ?        |
| Feldhausen            | Feldhausen               | ca. 400   | 991 ha   |
| Harthausen            | Harthausen               | ~ 250     | 671 ha   |
| Kettenacker           | Kettenacker              | ca. 300   | 1.084 ha |
| Kein Wappen Verfügbar | Mariaberg                | > 500     | ?        |

## Personnalité
- Carl Otto Harz (1842-1906), botaniste, y naquit.

## Jumelage
- Trégueux (France) depuis 1988